# Castell de Sant Nazari
El Castell de Sant Nazari fou un castell medieval, dels segles xiii i XIV, situat al centre, i punt més elevat, del nucli urbà del poble de Sant Nazari de Rosselló, a la comarca del Rosselló.
La torre principal del castell de Sant Nazari caigué el primer terç del segle xx, i només se'n conserva la base i una certa alçada del perímetre nord, mentre que la resta ha estat aprofitada per a una font.